# Sir Matt Busby-díj
A Sir Matt Busby-díj (angolul: Sir Matt Busby Player of the Year) a Manchester United szurkolói által minden évben az adott szezon legjobb játékosának választott labdarúgójának kiosztott díj. Nevét a díj alapítása előtt nem sokkal elhunyt legendás menedzserről, Sir Matt Busbyról kapta, így az ő emlékét is őrizve. A díjat először az 1987–1988-as szezon után adták át, az első díjazott Brian McClair lett. Ő volt egyben az első játékos aki kétszer nyerte el a díjat, azóta rajta kívül még hat embernek sikerült ez, míg Roy Keane (1999, 2000), Ruud van Nistelrooy (2002, 2003) és Cristiano Ronaldo (2007, 2008) egymást követő két évben, David de Gea pedig egymás után háromszor érdemelte ki az elismerést (2014, 2015, 2016). A díjat legtöbbször, négyszer David de Gea, Cristiano Ronaldo és Bruno Fernandes (2020, 2021, 2024, 2025) nyerte el.
A szavazást minden szezon végén, áprilisban vagy májusban tartják, a klub hivatalos honlapján pedig bárki leadhatja a szavazatát az általa legjobbnak vélt labdarúgóra. A szavazást először postai úton folytatták, majd az 1994–1995-ös szezontól telefonon lehetett leadni a voksokat.  A postai szavazás idején csak a klub hivatalos szurkolói csoportjainak tagja szavazhattak, amelynek részleteit a klub magazinjában, az Inside Unitedben. A hivatalos szurkolói klubok létrehozásáig külön díjat kaptak a független Manchester United támogatói klub tagjai.

## Díjazottak

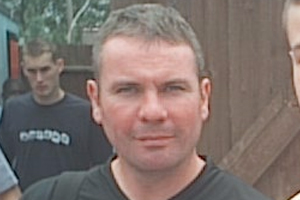
Brian McClair az első díjazott 1988-ban.

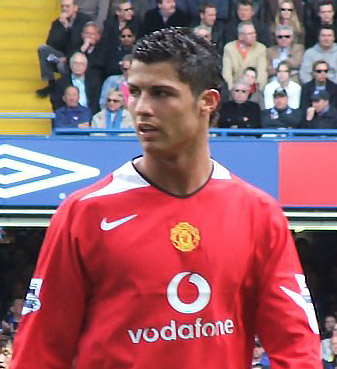
Cristiano Ronaldo, az első mezőnyjátékos aki négyszer is elnyerte a díjat

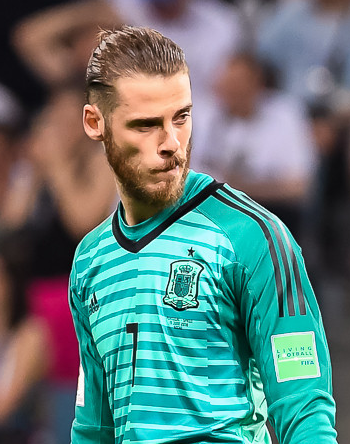
David de Gea egymást követő három évben lett az év legjobbja, az első négyszeres díjazott

| Szezon    | Név                                | Nemzetiség | Poszt       | Megjegyzés                                                               | Ref(s)      |
| --------- | ---------------------------------- | ---------- | ----------- | ------------------------------------------------------------------------ | ----------- |
| 1987–1988 | Brian McClair                      | SCO        | csatár      |                                                                          | [ 2 ]       |
| 1988–1989 | Bryan Robson                       | ENG        | középpályás | Az első angol győztes                                                    |             |
| 1989–1990 | Gary Pallister                     | ENG        | hátvéd      |                                                                          | [ 2 ]       |
| 1990–1991 | Mark Hughes                        | WAL        | csatár      |                                                                          | [ 3 ]       |
| 1991–1992 | Brian McClair                      | SCO        | csatár      | Az első játékos aki másodszor is elnyerte a díjat                        |             |
| 1992–1993 | Paul Ince                          | ENG        | középpályás |                                                                          |             |
| 1993–1994 | Éric Cantona                       | FRA        | csatár      | Az első olyan győztes, aki nem az Egyesült Királyság területén született |             |
| 1994–1995 | Andrej Antanaszovics Kancselszkisz | RUS        | középpályás |                                                                          |             |
| 1995–1996 | Éric Cantona                       | FRA        | csatár      |                                                                          |             |
| 1996–1997 | David Beckham                      | ENG        | középpályás |                                                                          |             |
| 1997–1998 | Ryan Giggs                         | WAL        | középpályás |                                                                          | [ 4 ]       |
| 1998–1999 | Roy Keane                          | IRL        | középpályás |                                                                          |             |
| 1999–2000 | Roy Keane                          | IRL        | középpályás | Az első díjazott aki egymást követő két évben lett első                  |             |
| 2000–2001 | Teddy Sheringham                   | ENG        | csatár      |                                                                          | [ 5 ]       |
| 2001–2002 | Ruud van Nistelrooy                | NED        | csatár      |                                                                          | [ 2 ]       |
| 2002–2003 | Ruud van Nistelrooy                | NED        | csatár      |                                                                          |             |
| 2003–2004 | Cristiano Ronaldo                  | POR        | középpályás |                                                                          | [ 2 ]       |
| 2004–2005 | Gabriel Heinze                     | ARG        | hátvéd      | Az első nem európai győztes                                              | [ 2 ]       |
| 2005–2006 | Wayne Rooney                       | ENG        | csatár      |                                                                          | [ 5 ]       |
| 2006–2007 | Cristiano Ronaldo                  | POR        | középpályás |                                                                          | [ 6 ]       |
| 2007–2008 | Cristiano Ronaldo                  | POR        | középpályás | Az első háromszoros győztes játékos                                      | [ 5 ] [ 7 ] |
| 2008–2009 | Nemanja Vidić                      | SRB        | hátvéd      |                                                                          | [ 8 ]       |
| 2009–2010 | Wayne Rooney                       | ENG        | csatár      |                                                                          | [ 5 ]       |
| 2010–2011 | Javier Hernández                   | MEX        | csatár      | Az első Észak-amerikai díjazott                                          | [ 2 ]       |
| 2011–2012 | Antonio Valencia                   | ECU        | középpályás |                                                                          | [ 9 ]       |
| 2012–2013 | Robin van Persie                   | NED        | csatár      |                                                                          | [ 10 ]      |
| 2013–2014 | David de Gea                       | ESP        | kapus       | Az első kapus aki díjazva lett                                           | [ 11 ]      |
| 2014–2015 | David de Gea                       | ESP        | kapus       |                                                                          | [ 12 ]      |
| 2015–2016 | David de Gea                       | ESP        | kapus       | Az első díjazott aki egymást követő három évben lett első                |             |
| 2016–2017 | Ander Herrera                      | ESP        | középpályás |                                                                          | [ 13 ]      |
| 2017–2018 | David de Gea                       | ESP        | kapus       | Az első játékos, aki négyszer is elnyerte a díjat                        | [ 14 ]      |
| 2018–2019 | Luke Shaw                          | ENG        | hátvéd      |                                                                          | [ 15 ]      |
| 2019–2020 | Bruno Fernandes                    | POR        | középpályás |                                                                          | [ 16 ]      |
| 2020–2021 | Bruno Fernandes                    | POR        | középpályás |                                                                          | [ 17 ]      |
| 2021–2022 | Cristiano Ronaldo                  | POR        | csatár      | Rekord egyenlítés David de Geaval szemben                                | [ 18 ]      |
| 2022–2023 | Marcus Rashford                    | ENG        | csatár      |                                                                          | [ 19 ]      |
| 2023–2024 | Bruno Fernandes                    | POR        | középpályás |                                                                          |             |
| 2024–2025 | Bruno Fernandes                    | POR        | középpályás | Rekordegyenlítés David de Geával és Cristiano Ronaldóval szemben         |             |

### Győzelmek játékosonként
| Név                  | Győzelmek száma | Éve(ek)                |
| -------------------- | --------------- | ---------------------- |
| David de Gea         | 4               | 2014, 2015, 2016, 2018 |
| Cristiano Ronaldo    | 4               | 2004, 2007, 2008, 2022 |
| Bruno Fernandes      | 4               | 2020, 2021, 2024, 2025 |
| Éric Cantona         | 2               | 1994, 1996             |
| Roy Keane            | 2               | 1999, 2000             |
| Brian McClair        | 2               | 1988, 1992             |
| Ruud van Nistelrooy  | 2               | 2002, 2003             |
| Wayne Rooney         | 2               | 2006, 2010             |
| David Beckham        | 1               | 1997                   |
| Ryan Giggs           | 1               | 1998                   |
| Gabriel Heinze       | 1               | 2005                   |
| Javier Hernández     | 1               | 2011                   |
| Ander Herrera        | 1               | 2017                   |
| Mark Hughes          | 1               | 1991                   |
| Paul Ince            | 1               | 1993                   |
| Andrej Kancselszkisz | 1               | 1995                   |
| Gary Pallister       | 1               | 1990                   |
| Robin van Persie     | 1               | 2013                   |
| Marcus Rashford      | 1               | 2023                   |
| Bryan Robson         | 1               | 1989                   |
| Luke Shaw            | 1               | 2019                   |
| Teddy Sheringham     | 1               | 2001                   |
| Antonio Valencia     | 1               | 2012                   |
| Nemanja Vidić        | 1               | 2009                   |

### Győztesek a játékosok posztja szerint
| Poszt       | Díjazottak száma |
| ----------- | ---------------- |
| Kapus       | 4                |
| Hátvéd      | 4                |
| Középpályás | 15               |
| Csatár      | 14               |

### Győztesek országok szerint
| Ország        | Díjazottak száma |
| ------------- | ---------------- |
| Anglia        | 9                |
| Portugália    | 8                |
| Spanyolország | 5                |
| Hollandia     | 3                |
| Franciaország | 2                |
| Írország      | 2                |
| Skócia        | 2                |
| Wales         | 2                |
| Argentína     | 1                |
| Ecuador       | 1                |
| Mexikó        | 1                |
| Oroszország   | 1                |
| Szerbia       | 1                |